# Табу їжі

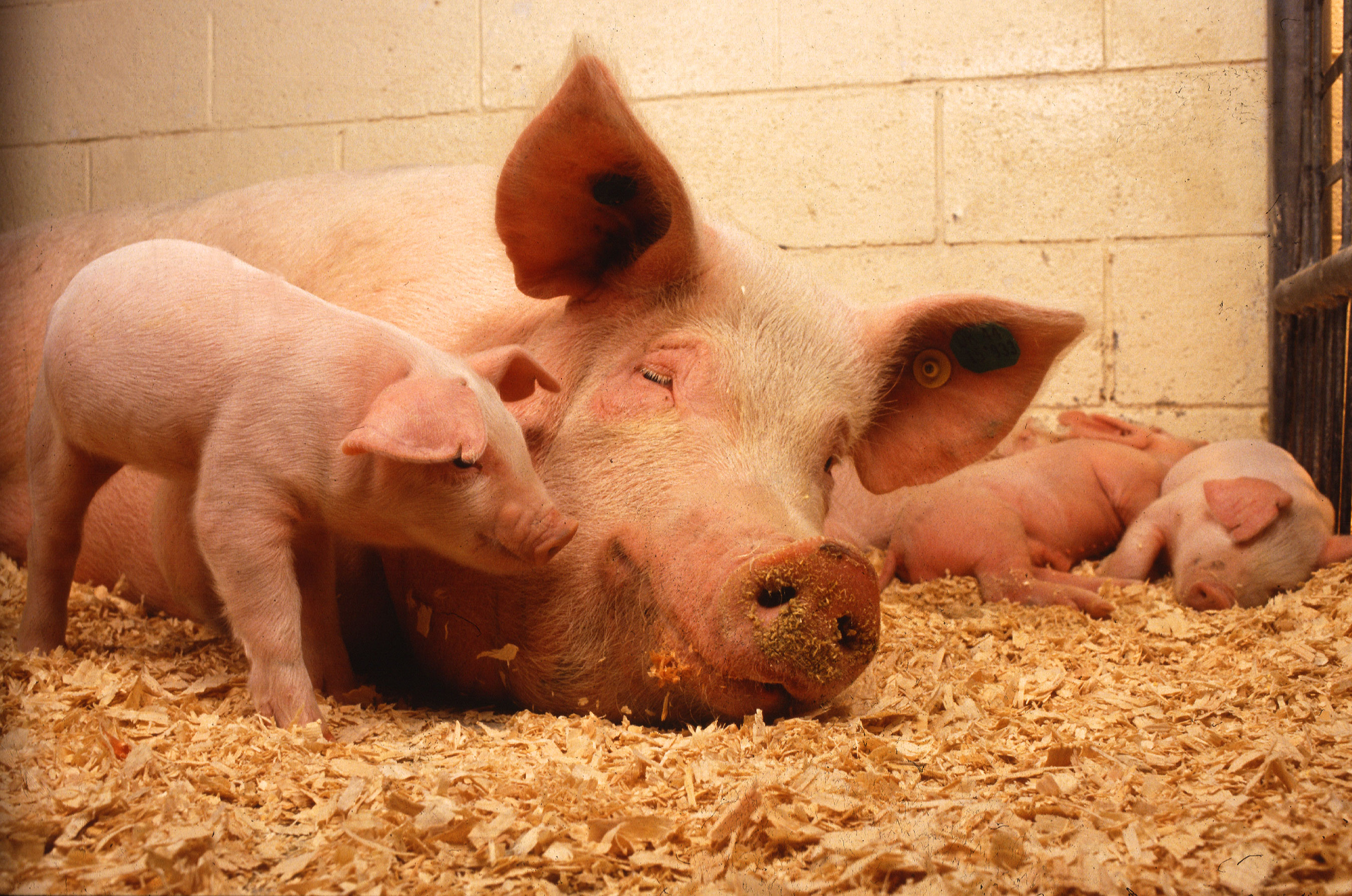
Свинина не розглядається як їжа, (оскільки вважається непридатною або нечистою) в юдаїзмі і є забороненою в ісламі

Табу їжі — релігійні або культурні заборони на вживання харчових продуктів та напоїв у їжу. Багато табу їжі забороняють м'ясо конкретних тварин, включаючи ссавців, гризунів, рептилій, амфібій, костистих риб, молюсків і ракоподібних. Деякі табу відносяться для конкретної частини або виділень тварин, у той час, як інші табу встановлюють відмову від споживання рослин, грибів або комах.
Багато з цих табу не зафіксовані письмово, але вони знаходяться у відповідних сферах досі і вважаються обов'язковими і шанованими. Табу їжі можна визначити як правила, кодифіковані чи інші, згідно з якими, харчові продукти, або комбінації харчових продуктів, не можуть бути з'їдені. Витоки цих заборон і заповідей різноманітні. У деяких випадках, ці заборони є результатом з міркувань здоров'я або інших практичних міркувань, а в інших — вони є результатом людських символічних систем. Деякі продукти можуть бути заборонені в певні свята (наприклад, піст), на певні періоди життя (наприклад, вагітність), або для певної категорії людей (наприклад, священників), хоча їжа в цілому допустима.

## Обґрунтування і відносність таких заборон
Табу їжі існують, різною мірою, у всіх культурах. Тільки суворе уникнення нестравної їжі та токсичних речовин є фізіологічно виправданим. Всі інші харчові заборони розглядаються як набуті соціально-культурним способом і відрізняються в різних культур, народів і груп. Вибір їжі людиною, на відміну від тваринних інстинктів, підконтрольний людині. Ступінь їх областей коливається в залежності від країни, релігії чи соціального походження населення. Дослідженнями встановлено, що поки малюки у віці близько двох років, — вони можуть покласти будь-що в рот і з'їсти, в тому числі камені, кал і ін.. Огида до їжі не є вродженою, а є частиною соціальної поведінки.
Більшість всесвітньо відомих табу їжі стосуються м'яса і продуктів тваринного походження, лише невелика частина до рослин.
У всьому світі, китайців розглядають як людей з найменшими табу їжі, в Центральній Європі — це французи. З історичних джерел може бути доведено, що кількість харчових табу в Європі в сучасну епоху значно зросла.
Табу можуть мати кілька виправдань: релігійних, медичних, моральних, психологічних і емоційних. Ці різні виправдання можуть бути змішані.
Іноді, у виняткових обставинах, харчові заборони обходять, щоб запобігти ризику голоду.

## Пояснювальні моделі
1. Культурний матеріалізм або економіко-раціоналістичний підхід. Найбільш відомим представником культурного матеріалізму є американський антрополог Марвін Херріс («Добре поїсти. Загадки Продовольчої і культури», 1985). Цей підхід припускає, що табу їжі завжди раціонально обґрунтовані і є результатом аналізу витрат і вигод з точки зору ефективного постачання продовольством. Це «теорія оптимального харчування». У кожній культурі і у кожної соціальної групи тому і розроблено звички харчування, які через ситуацію в регіоні екологічно і економічно розумно обіцяють найбільшу вигоду. Таким чином, якщо в давніх переказах йшлося про жертвоприношення корів в Індії, а сьогодні в індусів немає більш строгого табу, ніж вбивство корів і вживання в їжу їхнього м'яса, — М. Херрісом це пояснюється тим, що у зв'язку зі збільшенням густоти населення Індостану розведення худоби з метою здобуття м'яса стало нерентабельним, оскільки воно в певний момент часу вже не могло зрівнятися з тією користю, яку тварини приносили як робоча сила, як продуцент молока, добрив, як тяглові тварини (буйвольні запряжки) в господарстві простих сільських жителів, і тому було необхідно заборонити забій худоби в умовах перенаселення. Філософ вважає, що вшановування корів у сучасній Індії є результатом тривалого історичного процесу, що характеризується взаємовпливом економічних, екологічних, демографічних, релігійних та технічних факторів.
Наприклад, заборона на м'ясо свинини в ісламі — релігійна вимога, що може бути проаналізована як виправдання в значенні раціоналізації сільськогосподарської апостеріорної практики, продиктованої природними умовами, що свиням важче розмножуватися в посушливих регіонах, оскільки вони вимагають багато води.
2. Соціально-культурна модель або функціональний підхід. Представники цієї моделі зазначають, що табу насамперед задля зміцнення групової ідентичності і окремості від інших груп. Табу їжі, отже, на службі соціального порядку. Відомим представником є Фредерік Дж. Сімунс. Такий підхід, як правило, не пояснює, чому конкретний харчовий продукт підпадає під табу, а не який-небудь інший. Важливість їжі не ставиться під сумнів.
3. Структурний підхід, представниками якого є Мері Дуглас, Клод Леві-Стросс, Ульріх Тольксдорф. В цій пояснювальній моделі продукти вважаються символом: вони повинні допомогти навести передбачуваний порядок в середовищі. Тому кожна культура їжу поділяє не тільки як чисту і нечисту, але й на святу й мирську. Кошерна їжа вважається їстівною, трефна — як неїстівна.
4. Модифікована модель.
5. Еволюційний підхід психології. Ці дослідники вважають, що емоції є основою продовольчої табу, і стверджують, що почуття відрази в ході еволюції розвинулися, щоб полегшити вибір їжі та звести до мінімуму ризик смерті від «неправильних харчових продуктів».
Всі ці моделі мають той недолік, що вони не можуть пояснити навіть більшість всіх відомих заборон.

## Огляд різних табу їжі

### Рептилії та амфібії

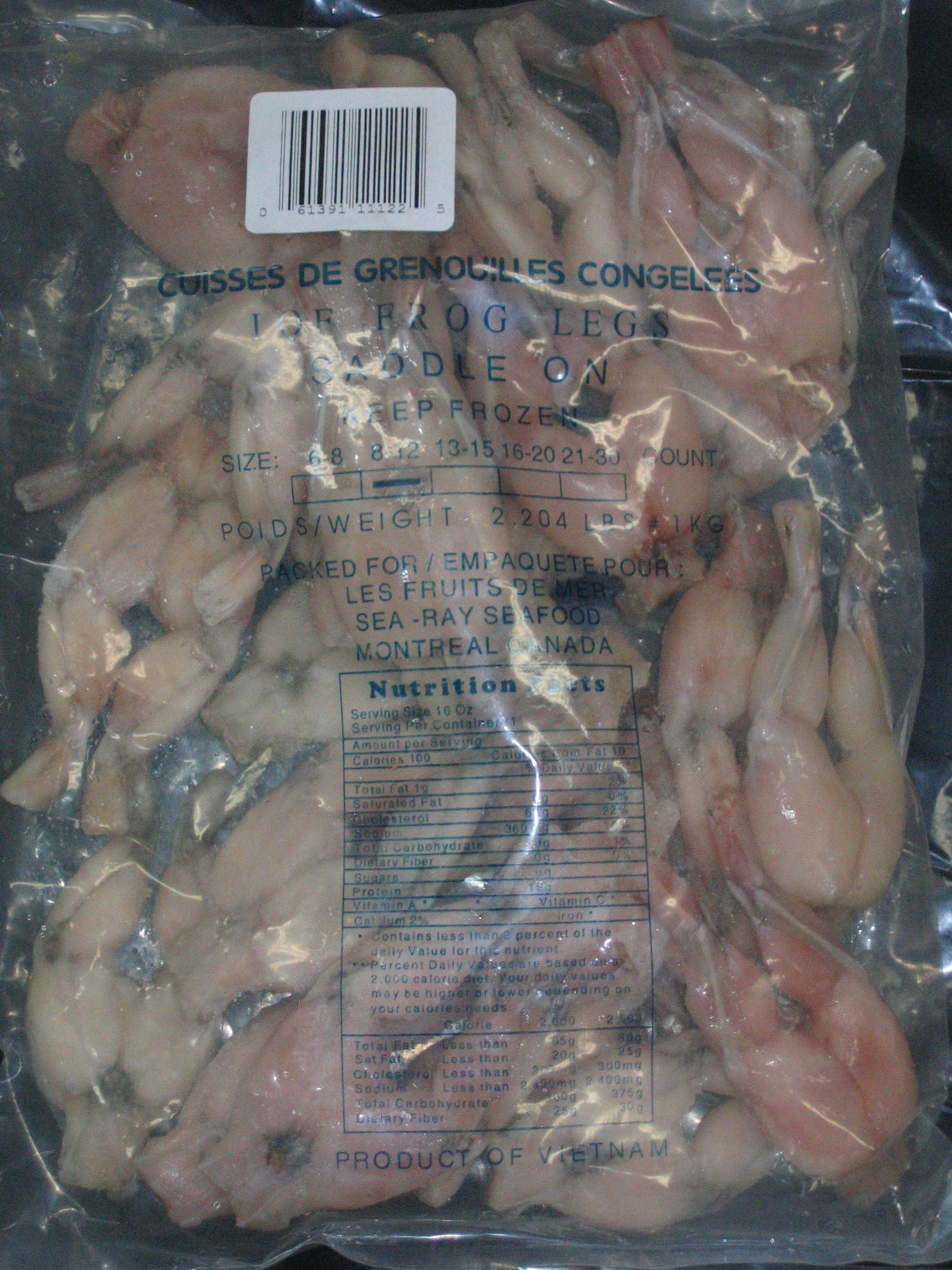
Пакет жаб'ячих лапок з В'єтнаму

У юдаїзмі й ісламі суворо заборонено приймати в їжу амфібій (наприклад, жаб) і рептилій (наприклад, крокодилів або змій). Однак в інших культурах жаб'ячі лапки та м'ясо алігатора розглядаються як делікатес.

### Кажани
У юдаїзмі суворо заборонено вживання в їжу м'яса кажанів. Однак, таке м'ясо вважається цінним делікатесом в індонезійських громадах Батак і Мінахаса.

### Ведмеді
Ведмежатина не вважається кошерною їжею в юдаїзмі, а також в ісламі, де всі наземні хижаки заборонені до вживання в їжу.

### Птахи
Біблією забороняються до вживання в їжу такі види птахів як орел, гриф, скопа. Проте деякі з цих заборонених Біблією видів нині вирощуються для вживання в їжу, наприклад, страус.
В ісламі халяльні птиці повинні бути покриті пір'ями та не повинні бути хижими (це випливає з заборони до вживання наведених хижаків).
У Північній Америці дозволено полювання на диких голубів, але міських голубів заборонено вживати в їжу. Був час, коли лебідь вважався королівською їжею. Звичай мітити лебедів на Темзі бере свій початок з тієї пори. Пізніше лебідь потрапив під захист в більшій частині Європи та Америки. Проте повідомлення про вживання лебедів в їжу все ще надходять час від часу.
Падальщиків, наприклад ворон, не вживають у їжу в багатьох найбільш поширених культурах через те, що вони переносять хвороби й асоціюються зі смертю. Винятком може вважатися лише грак, якого не так давно подавали в шотландських ресторанах Лондона. У сучасній західній культурі співочі птахи сприймаються більшістю людей радше як елемент дикої природи, ніж як їжа. Крім того, більшість перелітних птахів захищені міжнародними угодами.

### Верблюди
Уживання в їжу верблюжого м'яса заборонено Торою. Незважаючи на те, що верблюд є жуйною твариною, Тора визнає цю тварину нечистою. Хоча нога верблюда розділена на дві пальцеподібні структури, Торою він не вважається парнокопитною твариною. Іслам дозволяє вживання в їжу верблюдів. Мало того, ця їжа є традиційною в Саудівській Аравії та на Аравійському півострові. Горб, зокрема, вважається делікатесом і вживається в особливих випадках, у тому числі під час релігійних свят.

### Кішки

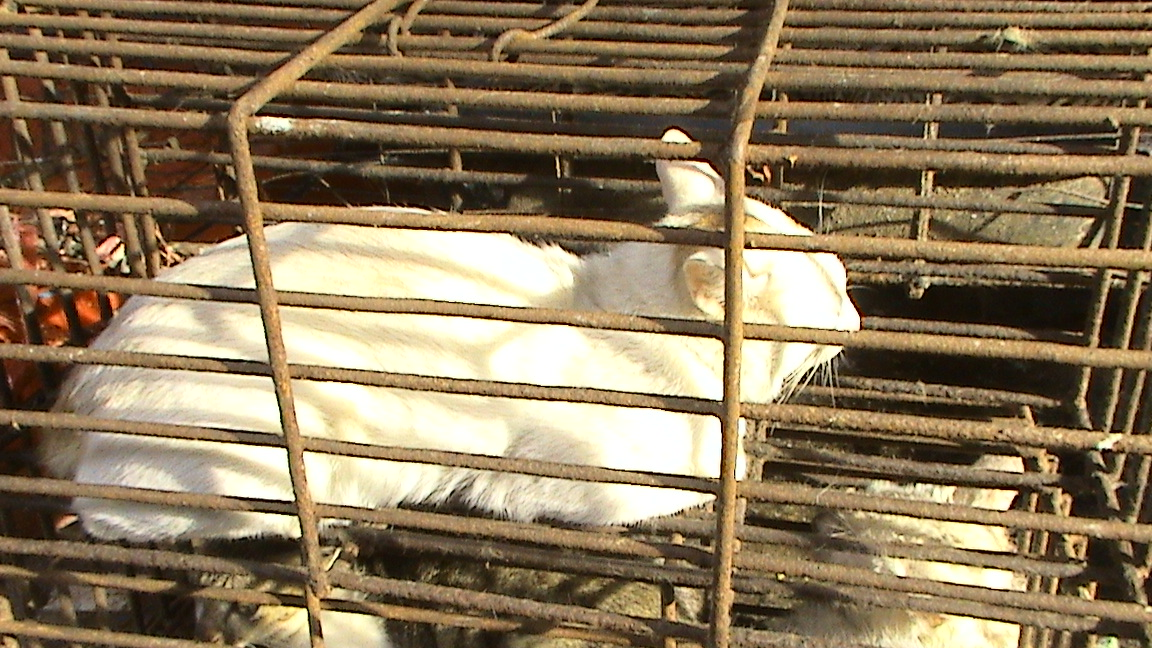
Кішка перед забоєм на ринку в Східній Азії

Котяче м'ясо вживається в їжу в Китаї і В'єтнамі. Однак у важкий час кішок їли і в інших країнах. Наприклад, під час голоду в блокадному Ленінграді. У 1996 році в аргентинській пресі писалося про вживання котячого м'яса в їжу в нетрях міста Росаріо, але насправді така інформація була в ЗМІ Буенос-Айреса.
У 2008 році повідомлялося, що котятина є основною частиною раціону жителів Гуандуна в Китаї. Туди звозили кішок з північної частини Китаю, а одна компанія поставляла до 10 000 кішок в день з різних районів Китаю. Протести в багатьох провінціях Китаю призвели до того, що місцева влада міста Гуанчжоу вжила рішучих заходів, спрямованих проти торговців кішками і ресторанів, які пропонували котятину. Хоча закон, що забороняє вживати в їжу котяче м'ясо, так і не був прийнятий.
Тушку кішки часто видають за кролика, тому що без шкіри, хвоста, голови і лапок їхні тушки виглядають дуже схожими. Розрізнити їх у такому випадку можна лише по лапкам (саме тому при продажу кролика залишають лапки, вкриті шерстю). В іспаномовних країнах існує вираз «Dar gato por liebre», яке означає «підсунути кота замість зайця». А в Португалії вираз «Comprar gato por lebre» означає «купити кота замість зайця». Зокрема, в Бразилії котяче м'ясо вважається огидним і жителі часто бояться купувати барбекю в громадських місцях, побоюючись того, що воно зроблене з котятини. Оскільки в подібних закладах не дотримуються гігієнічні норми і практично неможливо встановити походження м'яса, в Бразилії найчастіше їх продукцію жартома називають «churrasco de gato» — котяче барбекю (в пострадянських країнах з цього приводу існує жарт «купи три шаурми — збери кішку», а також вираз «пиріжки з кошенятами»).
Вважається, що жителі міста Віченца в Північній Італії їдять кішок, хоча останній факт цього мав місце кілька десятиліть тому. У лютому 2010 року відомий італійський гурман був розкритикований в телевізійному шоу за те, що розповів про нещодавні випадки вживання в їжу котячої тушонки в італійській області Тоскана.
Під час голоду в Першу і Другу світову війну в Європі часто видавали котятину за м'ясо австралійських кроликів.
У деяких в'єтнамських ресторанах страву з котятини в горщиках подають під назвою «маленький тигр», а всередині цих закладів часто можна зустріти клітки з кішками.

### Велика рогата худоба

Корови шануються індуїстами як мати і уособлюють багатство, доброчесність і достаток.

Багато індуїстів, особливо брахманісти, є вегетаріанцями. Однак навіть ті індуїсти, які їдять м'ясо, утримуються від вживання яловичини, так як корова є священною твариною в індуїзмі. Вживання яловичини заборонено з поваги до корів. Однак це обмеження не поширюється на молочні продукти. Якраз навпаки, такі молочні продукти як молоко, йогурт і навіть топлене масло високо шануються і використовуються в священних церемоніях. Коров'яче молоко було найкращим замінником материнського молока і врятувало чимало сирітських життів в ті часи, коли жінки часто вмирали під час пологів. Коров'ячий гній застосовується як антисептичний настил для підлоги, крім цього гній є відмінним природним добривом і використовується як паливо. Коров'ячу сечу використовують у традиційній індійській медицині — аюрведі. Завдяки всьому цьому корова вважається дуже корисною твариною в традиційній індійській культурі, а її вбивство і вживання в їжу заборонено.
За індійським законам, забій корів заборонений в багатьох штатах (за винятком Керала, Західна Бенгалія, Аруначал-Прадеш, Ассам, Маніпур, Мегхалая, Мізорам, Нагаленд і Трипура). Найбільша частка споживання яловичини в Індії припадає на мусульман, християн і індуїстів Керала.
Послідовники Заратустри також не їдять яловичину, бо корова врятувала Заратустру від убивць, коли той був немовлям.
Деякі етнічні китайці також можуть утримуватися від вживання яловичини, оскільки вважають неправильним їсти настільки корисну в сільському господарстві тварину. Китайські буддисти також не підтримують вживання яловичини в їжу, хоча вона і не заборонена. Така ж заборона існує і у сингальських буддистів.

### Ракоподібні та інші морепродукти
В юдаїзмі заборонені практично всі морепродукти крім риби (наприклад, заборонено вживання молюсків, ракоподібних, так як вони живуть у воді, але не мають одночасно плавників і луски).
Мусульманам дозволено вживання морепродуктів, Джафаритський мазхаб дозволяє вживати в їжу морську рибу, якщо вона має луску, а також креветки. Однак він забороняє до вживання інших морських мешканців, якщо у них немає луски.

### Олені та копитні тварини
Шведському астронавту Крістеру Фуглесангу не дозволили взяти на борт шаттлу сушену оленину, позаяк вживання цього м'яса перед Різдвом здається неймовірним для американців. Йому довелося взяти з собою м'ясо лося.

### Собаки

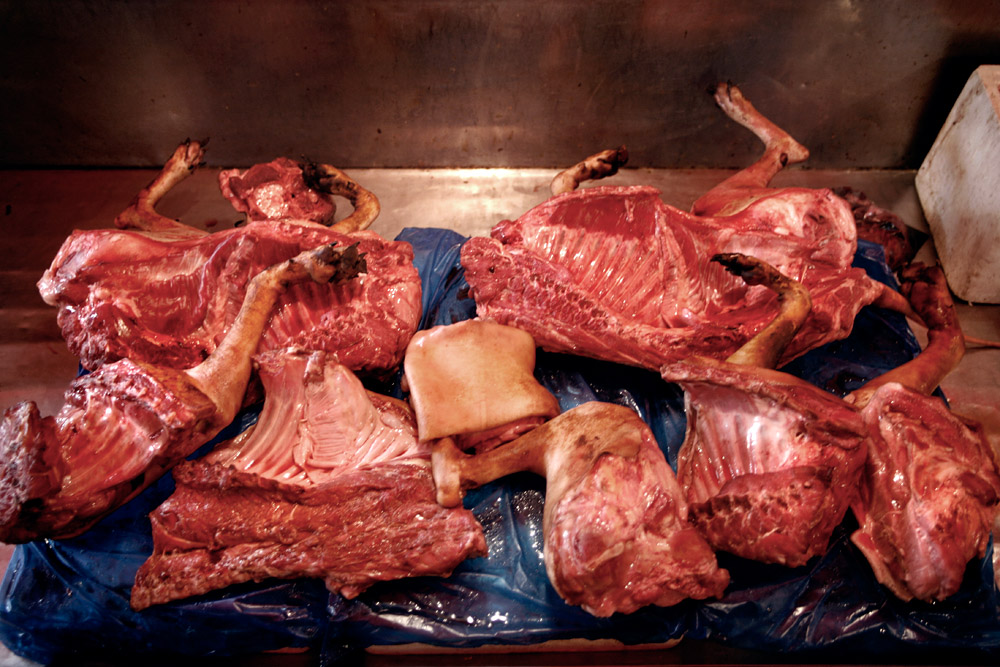
Торгівля собачим м'ясом в Південній Кореї

Практично в усіх країнах Заходу заборонено вживати в їжу собак і кішок, хоча ця заборона багаторазово порушувалася в минулому під загрозою голоду. Тим не менш, у деяких сільських районах Польщі прийнято вважати, що собачий жир має цілющі властивості. У 2009 році вибухнув скандал, коли на фермі неподалік від Ченстохова були виявлені собаки, що розводяться для отримання топленого жиру.
У стародавніх індуїстських джерелах собаче м'ясо згадується як найбільш нечиста (і навіть отруйна) їжа. Це м'ясо також оголошено нечистим у юдаїзмі й ісламі.
У доколумбову епоху в Мексиці в харчових цілях розводили спеціальну породу лисих собак — Ксолоітцкуінтлі. Колонізація перервала цей звичай.
Практично в усіх країнах Південно-Східної Азії (крім В'єтнаму) собаче м'ясо практично не вживається в їжу через переважання в даному регіоні ісламський і буддійських цінностей, а також через захист прав тварин (на Філіппінах). У маньчжурів уживання м'яса собак у їжу заборонено. Маньчжури також не носять капелюхи з собачої шкури.
Собаче м'ясо споживається в їжу в деяких регіонах Китаю (наприклад, у столиці Гуансі-Чжуанського автономного району, місті Наньнін можна побачити напівтуші собак, що лежать у прилавках-холодильниках м'ясного відділу китайського супермаркету).

### Слони
У західному суспільстві слон асоціюється з цирком і розвагами, однак, у Центральній і Західній Африці на слонів полюють заради їх м'яса. Деякі жителі Таїланда вважають, що вживання слонів в їжу може поліпшити їх сексуальне життя, і саме через це на них часто полюють.
В юдаїзмі та ісламі слон вважається непридатною до вживання наземною твариною.

### Риба
Серед сомалійців більшість кланів слідують забороні на вживання риби. І ці клани не рідні з іншими кланами, які їдять рибу. «Не говори зі мною ротом, яким їж рибу» — принизлива приказка сомалійських кочівників.
Заборона на вживання риби поширена серед скотарів і землеробів (і навіть серед жителів прибережних територій), які проживають на території Єгипту, Ефіопії, Еритреї, Сомалі , Кенії і північній Танзанії. Ця заборона походить від так званої «кушитської рибної заборони», адже, як вважають, саме носії кушитських мов відповідальні за поширення заборони на вживання риби в Східній Африці. Хоча деякі носії кушітських мов все ж їдять рибу. Зона заборони на вживання риби точно збігається з зоною поширення кушитських мов, а носії ніло-сахарських і семітських мов не дотримуються такої заборони. Деякі народи банту і нільських груп у Східній Африці, які вживають рибу, проживають на територіях, де колись проживали носії кушитських мов. У Східній Африці заборона на вживання риби поширене не далі Танзанії. Це пов'язано з присутністю тут мухи цеце, яка, як вважається, обмежує поширення мандрівних скотарів, які ігнорують рибу. Група народів банту в Замбії і Мозамбіку була підкорена скотарями і, тому майже всі вхожі в неї народи вживають в їжу рибу.
У Південній Африці є група носіїв мови банту, що уникають вживання риби. Поки не ясно, чи розвинулася ця заборона тут або була привнесене. Але точно встановлено, що найбільш ранні мешканці Південної Африки — койсани — вживали в їжу рибу. Тим не менш, носії мови банту в Південній Африці мають безліч культурних особливостей, аналогічних звичаям скотарів Східної Африки. Вважається, що заборону на вживання риби принесли з собою скотарі Східної Африки, які якось змогли прогнати свої стада через вищезгаданий регіон проживання мухи цеце.
Деякі види риби, такі як річковий вугор і всі види сомів, заборонені в юдаїзмі. Хоча вони і живуть у воді, у них немає плавників і луски. Правила сунітів більш гнучкі, і їм дозволено вживання в їжу сомів і акул, як особливі види риб. Вугра дозволено вживати в їжу в більшості вчень ісламу, проте у шиїтів це заборонено.
Багато племен Південного Заходу Америки, в тому числі навахо, апачі і зуні дотримуються заборони на вживання риби та інших водних тварин, а також водоплавних птахів.

### Гриби
Члени «Міжнародного товариства Свідомості Крішни» утримуються від вживання грибів (оскільки вони ростуть вночі), а також цибулі, часнику, хрону і хмелю, оскільки вони викликають руйнівну пристрасть. В Ісландії, на Британських островах і в сільських частинах Швеції гриби практично не вживали в їжу до Другої світової війни. Гриби вважалися їжею для корів і асоціювалися з воєнним часом і голодом.

### Морські свинки та споріднені їм гризуни

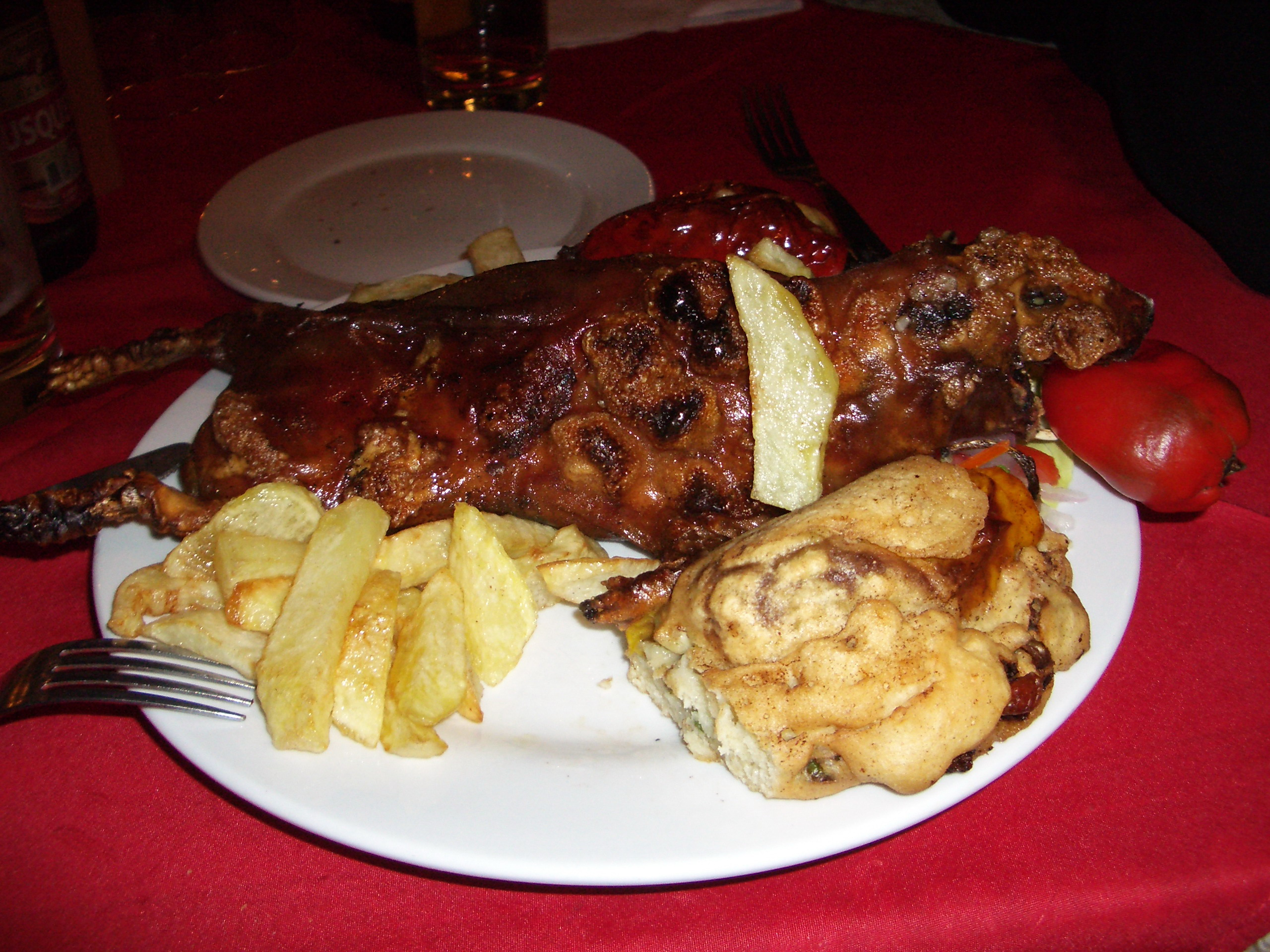
Смажена морська свинка в Перу

Морські свинки становлять значну частину раціону перуанців, а також гірських жителів Еквадора (в Андах). При цьому їх також можна знайти в меню більшості ресторанів в Лімі та інших містах Перу. А м'ясо морської свинки експортується в США і країни Європи.
У 2004 році Департамент парків та відпочинку міста Нью-Йорк порушив судову справу проти приготування страв з морських свинок на еквадорському фестивалі у парку «Flushing Meadows». У штаті Нью-Йорк вживання в їжу морських свинок дозволено, а в місті Нью-Йорк, навпаки — заборонено.
Близькі родичі морських свинок — капібара і пака вживаються в їжу в Південній Америці. Католицька церква дозволяє вживати м'ясо капібари навіть у Великий піст, тому що ранні місіонери дали Папі римському неправильний опис цієї тварини, і вона була віднесена до риби, а її дозволяється їсти під час посту.

### Коні
Конина входить в страви Бельгії, Італії, Японії, Франції, Німеччини, Сербії, Словенії, Киргизії і Казахстану, але водночас її вживання заборонено в деяких релігіях і в частині країн світу. Конина заборонена у євреїв, тому що кінь не є ні жуйною твариною, ні парнокопитним.
Деякі течії християнства також забороняють вживати коней в їжу. У 732 році папа Григорій III велів Святому Боніфацію припиняти язичницький звичай поїдання коней, назвавши його «брудним і огидним». У 1000 році нашої ери церква змогла домогтися християнізації Ісландії, пообіцявши не забороняти ісландцям вживання в їжу конини. Однак, як тільки церква стала досить сильна, ця заборона була введена. Конина і зараз дуже популярна в Ісландії і продається там поряд з яловичиною, бараниною і свининою.
Конина заборонена в більшій частині англосфери. В Канаді дозволений продаж конини, однак там існує лише один невеликий ринок — у франкомовній провінції Квебек. М'ясо коні можна зустріти в деяких французьких ресторанах Канади. Найбільша частина виробленої в Канаді конини експортується в країни Європи і Японію. В США продаж і споживання конини заборонені законом в штатах Каліфорнія і Іллінойс. Однак під час Другої світової війни в США продавали конину, бо яловичина була дуже дорогою і в основному відправлялася на фронт. В Сполученому Королівстві введена сувора заборона на вживання конини, яка поширюється також і на корм для тварин, а також проводяться спеціальні ДНК-тести ковбаси салямі в разі підозри на наявність у ній м'яса осла.

### Комахи

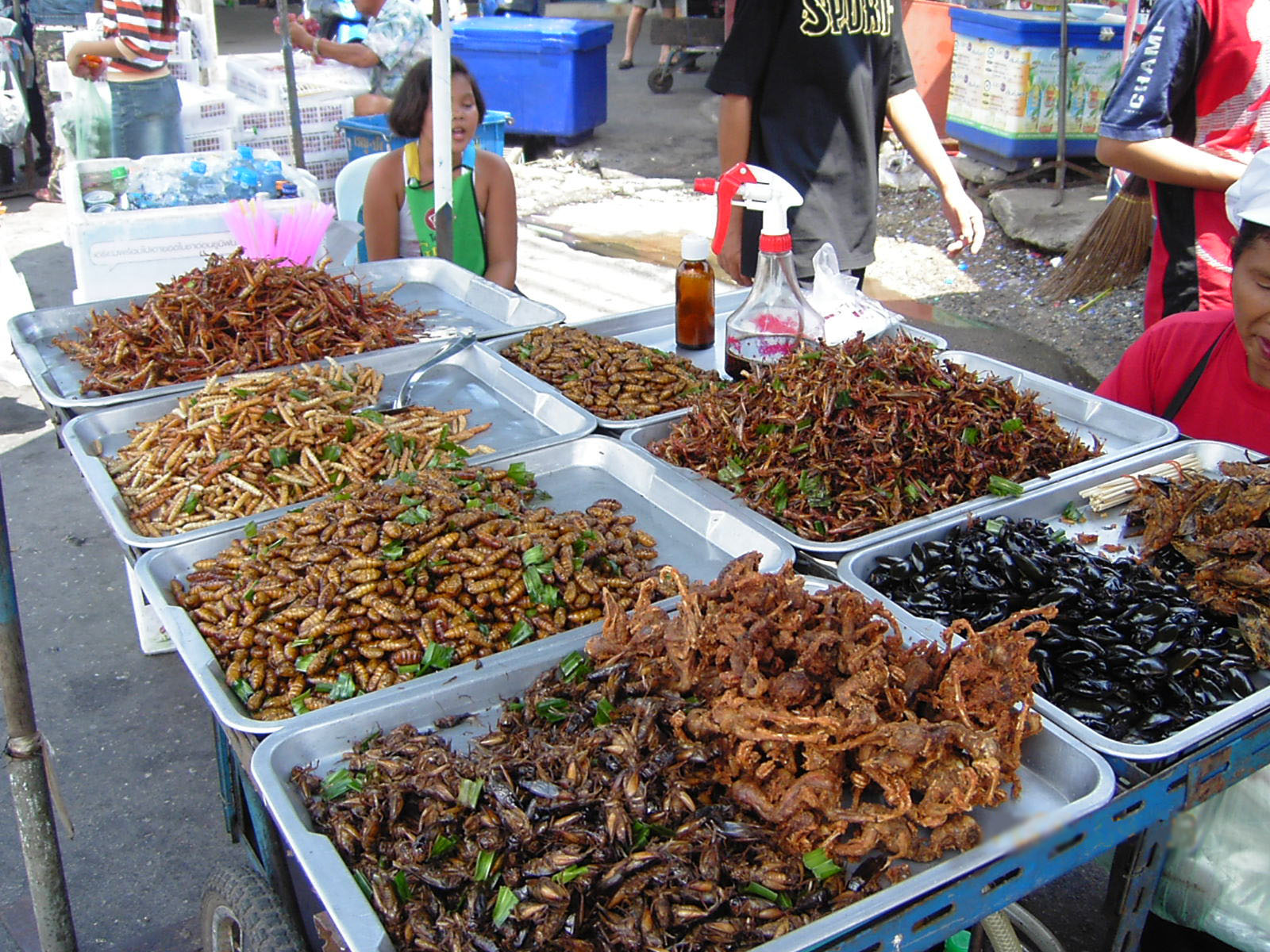
Лавка, яка торгує смаженими комахами в Таїланді

В юдаїзмі з усіх комах кошерними визнаються лише деякі види сарани; крім цього, пропонується ретельно перевіряти їжу на наявність комах перед вживанням. В ісламі лише сарану і рибу можна вживати в їжу, не проводячи спеціального ритуалу вбивства тварини.
У західних країнах заборони на вживання в їжу комах не поширюються на мед (відригнутий бджолами концентрований нектар). Мед є кошерною їжею, хоча бджоли такими не є. Це яскравий приклад того, що продукт нечистої тварини визнається чистим і придатним до вживання. В Талмуді пояснення цьому таке: створюють мед квіти, а бджоли є лише сховищем для нього.
Вегани, як правило, не вживають мед, також як і інші продукти тваринництва. Але деякі вегани не підтримують відмову від меду, оскільки вважають, що майже всі рослини запилюють птахи і комахи, і виробництво меду сприяє запиленню рослин.